# 施蒂利亞公國
施蒂利亞公國（德語：Herzogtum Steiermark）是一個曾經存在於現今奧地利南部與斯洛文尼亞北部地區的公國。在1806年神聖羅馬帝國解體之前公國一直是帝國的一部分，之後公國成為奧匈帝國內萊塔尼亞的王冠領地直至1918年，隨著奧匈解體公國亦同時滅亡。

## 歷史
施蒂利亞公國於1180年由神聖羅馬帝國皇帝腓特烈·巴巴羅薩所建立，在巴伐利亞公爵獅子亨利倒台之後，同年腓特烈將原施蒂利亞馬克升為公國，令公國的地位等同於鄰近的卡林西亞和巴伐利亞。當時任施蒂利亞馬克藩侯的奧托卡四世因此成為第一位，亦是古代奧他卡王朝最後一位施蒂利亞公爵。由於奧托卡四世並無子嗣，1186年他與自從976年起統治奧地利公國的巴本堡王朝簽署喬治堡和約（Georgenberg Pact），讓奧地利與施蒂利亞兩個公國結成永遠的共主邦聯。1192年奧托卡四世逝世，施蒂利亞公國根據約定由巴本堡王朝公爵利奧波德五世所繼承。

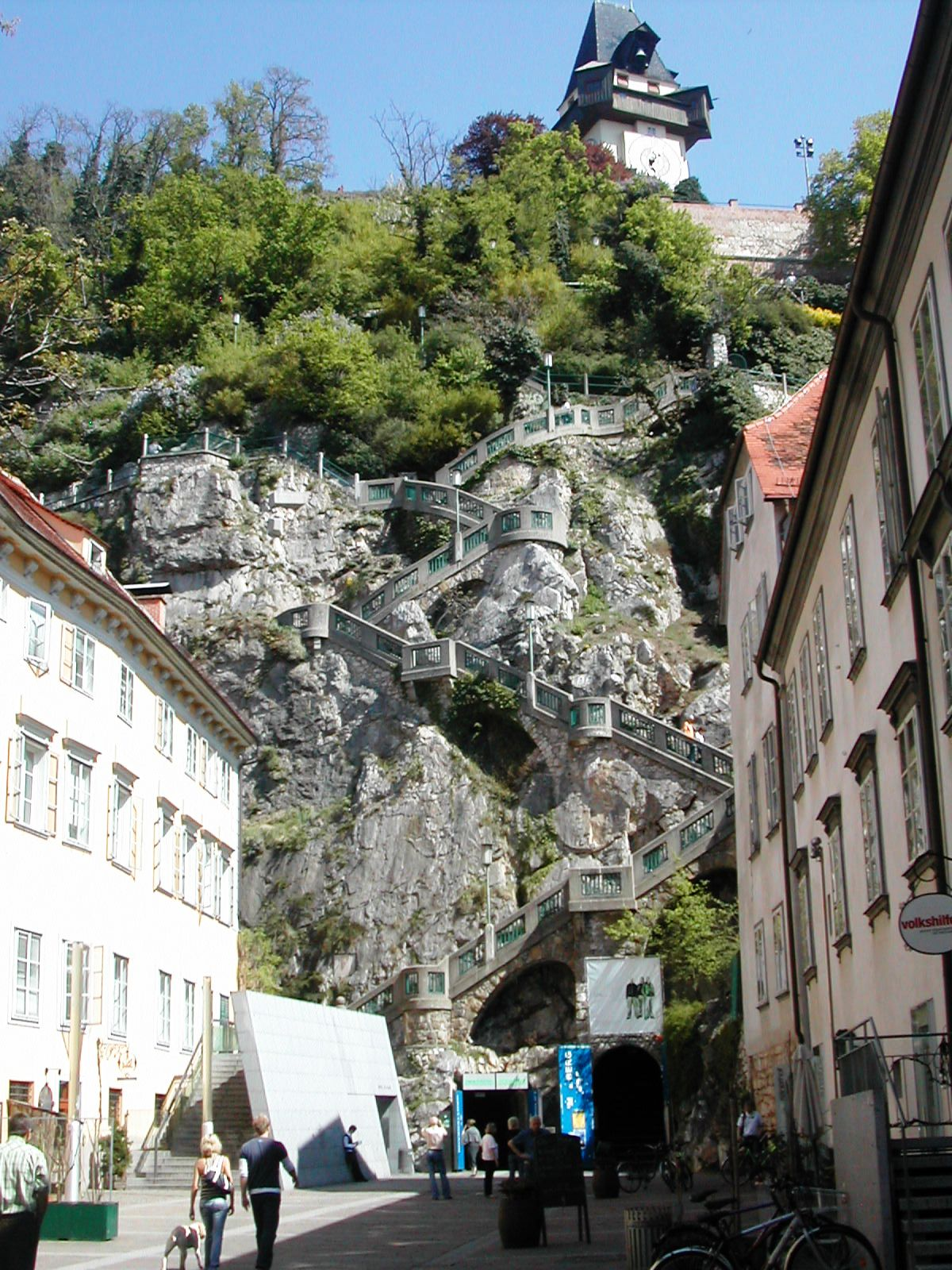
格拉茨城堡山

1246年奧地利公爵腓特烈二世於作戰之中被匈牙利國王貝拉四世所殺，奧地利巴本堡王朝斷絕。當時的神聖羅馬帝國皇帝霍亨斯陶芬王朝的腓特烈二世捲入了與眾德意志諸侯和意大利城市的鬥爭之中，無暇兼顧施蒂利亞。該地區變成了無政府狀態，實際脫離了皇室的控制。1254年施蒂利亞落入匈牙利王國手上，直至1260年波希米亞國王普熱米斯爾·奧托卡二世於克瑞斯伯隆戰役中擊敗匈牙利軍隊，征服了施蒂利亞。由於奧托卡二世迎娶了前任公爵的妹妹巴本堡的瑪格麗特，他聲稱擁有奧地利與施蒂利亞兩地的繼承權。這引來新選出的德意志國王魯道夫一世的強烈反對，他主張讓兩地回歸皇室統治。結果於1278年魯道夫一世在杜恩克魯特戰役中擊敗奧托卡二世，並將奧地利與施蒂利亞分封給兒子阿爾布雷希特一世和魯道夫二世。
哈布斯堡王朝自此一直將施蒂利亞公爵之位交由家族後裔繼承。可是1379年簽訂的諾伊堡條約使施蒂利亞與奧地利分離，施蒂利亞與卡林西亞和卡尼鄂拉共同組成了內奧地利地區，由利奧波德支系利奧波德三世的後裔所繼承，居所位於格拉茨。1456年施蒂利亞得到下施蒂利亞的采列伯爵領地，施蒂利亞公國的領地得以擴大。1457年利奧波德三世的孫子腓特烈五世得到奧地利大公國的繼承權，兩地再次成為共主邦聯。1496年腓特烈五世兒子馬克西米連一世簽署法令驅逐施蒂利亞境內的猶太人出境，直至1856年之前猶太人都不能入境施蒂利亞。1512年施蒂利亞公國加入神聖羅馬帝國奧地利圈。 
1564年起施蒂利亞由哈布斯堡王朝第二支支系，內奧地利支系所繼承。在內奧地利大公查理二世統治之下施蒂利亞首府格拉茨成為了反宗教改革的中心，1585年新成立的格拉茨大學亦成為耶穌會士反宗教改革的據點。反宗教改革行動持續至下一任內奧地利大公，查理二世的兒子哈布斯堡的斐迪南二世在位時期，斐迪南二世於1619年成為全哈布斯堡領地的唯一統治者，並身兼神聖羅馬皇帝。1600年斐迪南二世驅逐施蒂利亞區內所有信奉新教的人口，包括天文學家約翰內斯·開普勒。同一時期施蒂利亞地區亦不斷遭受鄂圖曼帝國的軍事入侵。自1526年摩哈赤戰役之後的16及17世紀，施蒂利亞一直處於土耳其人的軍事威脅之中，施蒂利亞地區嚴重受創、人口驟降。土耳其人侵略施蒂利亞地區將近二十次; 區內的教堂、修道院、城鎮和鄉村都被摧毀，而區內的居民不是在戰爭中被殺，就是被擄走作為奴隸。

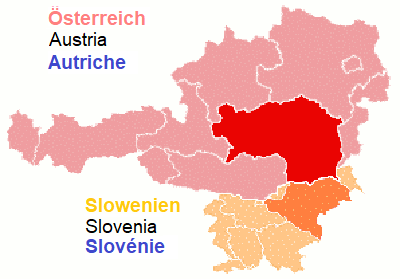
施蒂利亞公國於現今的奧地利和斯洛文尼亞

施蒂利亞直到1804年一直是哈布斯堡君主國的一部分，而至1804年開始施蒂利亞成為奧地利帝國的一部分。19世紀初，皇帝哈布斯堡的弗朗茨一世的弟弟奧地利的約翰大公大力促進了施蒂利亞公國的發展。1806年，神聖羅馬帝國解體。1811年他建立了約阿內環球博物館（Landesmuseum Joanneum），現今格拉茨技術大學的前身。1840年他又建立了萊奧本大學。他亦促使當局於施蒂利亞興建了兩條鐵路，包括連接到境內米爾茨楚施拉格的賽梅林鐵路以及於1857年建成，由維也納至的里雅斯特的奧地利南部鐵路。這兩條鐵路推動了施蒂利亞的經濟發展。根據1867年奧匈折衷方案（Ausgleich），施蒂利亞公國成為奧匈帝國內萊塔尼亞王冠領地的一部分，與此同時民族主義思想的興起亦加劇施蒂利亞境內德意志人與斯洛文尼亞人種族間的衝突。 
第一次世界大戰後奧匈帝國解體，殘餘的德意志奧地利共和國要求獲得以德語人口為主的內萊塔尼亞一方的奧地利地區，包括大部分的施蒂利亞公國，而斯洛文尼亞人佔多數的下施蒂利亞則加入斯洛文尼亞人-克羅地亞人和塞爾維亞人國。在領土劃分當中，於兩國分界線附近，多民族混居的馬里博爾市爆發了武裝衝突，直至1919年奧地利簽署聖日耳曼條約，正式確定原公國將大致上以種族分界劃分成兩部分。其中包括原公國首都格拉茨的三分之二領土（日後稱上施蒂利亞）將繼續留在奧地利，而南面包括馬里博爾市的其餘三分之一領土（日後稱下施蒂利亞），則會加入南斯拉夫王國，日後蹍轉成為現代斯洛文尼亞的一部分。

## 人口統計
1910年施蒂利亞的人口組成包括:
- 983,000名 德語使用者
- 409,000名 斯洛文尼亞語使用者

## 施蒂利亞公爵

### 多個王室
奧他卡王朝
- 奧托卡四世 （1180年－1192年）

巴本堡王朝
- 利奧波德五世 （1192年－1194年）
- 利奧波德六世 （1194年－1230年）利奧波德五世之子。
- 腓特烈二世 （1230年－1246年）利奧波德六世之子，於戰鬥中被殺。

普熱米斯爾王朝
- 奧托卡二世 （1251/1260年－1278年）

阿爾帕德王朝
- 貝拉四世 （1254年－1258年）
- 伊什特萬五世 （1258年－1260年）貝拉四世之子，聲稱擁有爵位。

### 哈布斯堡王朝
- 魯道夫一世 （1278年－1282年）1273年－1291年亦為羅馬人民的國王。
- 阿爾布雷希特一世 （1282年－1308年） 魯道夫一世之子，1298年起亦為羅馬人民的國王，曾分別與弟弟和兒子共治。
  - 魯道夫二世 （1282年－1283年） 阿爾布雷希特一世之弟。
  - 魯道夫三世 （1298年－1307年）阿爾布雷希特一世之子。
- 腓特烈三世 （1308年－1330年） 阿爾布雷希特一世之子，與弟弟共治。
  - 利奧波德一世 （1308年－1326年）
- 阿爾布雷希特二世 （1330年－1358年） 阿爾布雷希特一世之子，與弟弟共治。
  - 快活的奧托 （1330年－1339年）
- 魯道夫四世 （1358年－1365年） 阿爾布雷希特二世之子。
- 阿爾布雷希特三世 （1365年－1379年） 阿爾布雷希特二世之子，與弟弟共治。
  - 利奧波德三世 （1365年－1386年） 1379年起同時為內奧地利大公。

利奧波德支系
- 威廉 （1386年－1406年）利奧波德三世之子。
- 恩斯特 （1406年－1424年）利奧波德三世之子。
- 腓特烈五世 （1424年－1493年） 恩斯特之子，1440年起為羅馬人民的國王，1452年起為神聖羅馬皇帝，1457年起與弟弟共同成為奧地利大公。
  - 阿爾布雷希特六世 （1424年－1463年）
- 馬克西米利安一世 （1493年－1519年） 同時為奧地利大公，1508起亦成為神聖羅馬皇帝。
- 查理一世 （1519年－1521年） 同時為奧地利大公，1530年－1558年間亦成為神聖羅馬皇帝。
- 斐迪南一世 （1521年－1564年） 同時為奧地利大公，1558年起亦成為神聖羅馬皇帝。
- 卡爾二世 （1564年－1590年） 內奧地利大公
- 斐迪南二世 （1590年－1637年） 內奧地利大公，自1619年起亦成為奧地利大公和神聖羅馬皇帝。

之後所有施蒂利亞公爵均由奧地利大公所兼任，請參詳奧地利統治者列表。

## 外部連結
- 1815-59年巴爾幹半島地圖，標示了施蒂利亞公國